# Estación de Beniferri
Beniferri es una estación de las líneas 1 y 2 de Metrovalencia. Fue inaugurada el 8 de octubre de 1988. Se encuentra en la avenida Corts Valencianes, en el barrio de Benicalap.